# 第一回 ハロー!プロジェクト新人公演 〜さるの刻〜/〜とりの刻〜
『第一回 ハロー!プロジェクト新人公演 〜さるの刻〜/〜とりの刻〜』（だいいっかい ハロープロジェクトしんじんこうえん さるのこく・とりのこく）は、ハロー!プロジェクトに参加している研修生、ハロプロエッグが単独で行ったコンサート。当時、℃-uteの有原栞菜、モーニング娘。の光井愛佳、ジュンジュン、リンリンも参加した。

## 公演データ
- 日程：2007年（平成19年）5月13日（日曜日）
- 場所：渋谷公会堂（当時の名義は渋谷C.C.Lemonホール）
- 開場 / 開演（いずれもJST）
  - さるの刻 - 15:00 / 16:00
  - とりの刻 - 18:00 / 19:00

## 出演
メンバー所属状況はコンサート時のもの
| - 新井愛瞳 - 前田彩里 - 小川紗季 - 関根梓 - 岡井明日菜 - 佐保明梨 - 福田花音 - 前田憂佳 - 和田彩花 - 古峰桃香 - 北原沙弥香 - 湯徳歩美 - 森咲樹 - 西念未彩 - 古川小夏 - 吉川友 - 橋田三令 - 武藤水華 - 澤田由梨 - 小倉愛実 | - 仙石みなみ - 田中杏里 - 真野恵里菜 - 青木英里奈 - 能登有沙 - 是永美記 - THE ポッシボー - 諸塚香奈実 - 橋本愛奈 - 大瀬楓 - 秋山ゆりか - 岡田ロビン翔子 - 後藤夕貴 - 有原栞菜（℃-ute） - モーニング娘。 - 光井愛佳 - ジュンジュン - リンリン |

## セットリスト

### さるの刻
1. ヤングDAYS!! - 全員
2. スッペシャル ジェネレ〜ション - 全員
3. GET UP!ラッパー - 青木、森、福田、ジュンジュン、リンリン
4. Yeah! めっちゃホリディ - 有原、光井、武藤、岡井、古峰
5. ちょこっとLOVE - 歌:能登、澤田、佐保、吉川（ダンス:湯徳、古川、和田、仙石）
6. 絶対解ける問題 X=♥ - 北原、橋田、田中、前田(憂)、小川
7. Go Girl〜恋のヴィクトリー〜 - 全員
8. 主食=GOHANの唄 - THE ポッシボー with 武藤、岡井、古峰、是永、西念、真野
9. ミニ。ストロベリ〜パイ - 歌:湯徳、古川、和田、仙石 ダンス：能登、澤田、佐保、吉川、前田(彩)、新井、関根、小倉
10. ぴったりしたいX'mas! - 有原、光井、小川
11. 大阪 恋の歌 - THE ポッシボー&北原、橋田、田中、前田(憂)、小川
12. ラヴ&ピィ〜ス! HEROがやって来たっ。 - THE ポッシボー&青木、森、福田、ジュンジュン、リンリン
13. ピリリと行こう! - 全員
14. LOVEマシーン - 全員
15. I know - 全員

### とりの刻
1. ヤングDAYS!! - 全員
2. スッペシャル ジェネレ〜ション - 全員
3. GET UP!ラッパー - 青木、森、福田、ジュンジュン、リンリン
4. Yeah! めっちゃホリディ - 有原、光井、武藤、岡井、古峰
5. ちょこっとLOVE - 歌:能登、澤田、佐保、吉川（ダンス:湯徳、古川、和田、仙石）
6. 絶対解ける問題 X=♥ - 北原、橋田、田中、前田(憂)、小川
7. Go Girl〜恋のヴィクトリー〜 - 全員
8. 主食=GOHANの唄 - THE ポッシボー with 武藤、岡井、古峰、是永、西念、真野
9. ミニ。ストロベリ〜パイ - 歌:湯徳、古川、和田、仙石 ダンス：能登、澤田、佐保、吉川、前田(彩)、新井、関根、小倉
10. ぴったりしたいX'mas! - 有原、光井、小川
11. 大阪 恋の歌 - THE ポッシボー&北原、橋田、田中、前田(憂)、小川
12. ラヴ&ピィ〜ス! HEROがやって来たっ。 - THE ポッシボー&青木、森、福田、ジュンジュン、リンリン
13. ピリリと行こう! - 全員
14. LOVEマシーン - 全員
15. I know - 全員